# نوک‌بزرگ کلاه‌پوش
نوک‌بزرگ کلاه‌پوش (نام علمی: Hesperiphona abeillei) نام یک گونه از تیره سهره است.